# 小倉朋子
小倉 朋子（おぐら ともこ）は、トータルフードプロデューサー、フードコンサルタント、フードコーディネーター、株式会社トータルフード代表取締役、亜細亜大学講師、東京成徳大学講師、東洋大学講師。上場スタンダード企業、2社の社外取締役。
日本箸文化協会代表、日本ビアソムリエ協会立ち上げ理事（退任済）、飲食店、食品関連企業のメニュー開発、一連のプロデュースなどを手掛ける。
世界諸外国の食事マナーと総合的に食を学び広い視野で強く美しく生きるためとし教室「食輝塾」を主宰。
食文化、伝統食、テーブルマナー、箸文化、トレンド分析、マーケティング戦略、食育、B級グルメ、ダイエットなどの専門家として活動をしている。箸文化に関する学術論文2本、専門書籍2冊発刊している、日本で唯一の箸文化研究者。浅井企画所属。

## 略歴
東京都生まれ。東洋大学大学院国際観光学修了（国際観光学修士）。
青山学院初等部から青山学院大学卒。
トヨタ自動車(株)入社し広報部勤務、その後国際会議運営ディレクターを経て、カナダへ留学。
AHMA認定フードオペレーション・ホスピタリティビジネスディプロマ11種取得。
食と宿泊業務コンサルティング指導の後、幼い頃から食事を大事にする家庭環境により業務を「食」に一本化した。グランドエクシブ初島クラブ（静岡県熱海市）創設者、元オーナー小倉豊は親子関係にあたる。

## 所属委員
- 日本箸文化協会代表[1]。
- ジャパンビアソムリエ協会理事[2]。
- 一般社団法人エチケット・サービス向上協会理事[3]。
- 農水省関東農政局東京農政事務所「東京食育推進ネットワーク」幹事[4]。
- フード・アクションニッポン応援団[5]。
- 日本通販百選「調味料・ドレッシング」アドバイザー[6]。
- 千葉県農政審議委員[7]。
- 農水省補助事業「食と農の応援団員」[8]。
- 日本フードサービス学会会員
- ホビークッキングフェア実行委員[9]。
- 食農連携コーディネーターバンク　食農連携コーディネーター[10]。
- 食のコミュニケーション会議企画委員

## 著書
- 日本語と英語でわかる！もっと知りたくなる日本 和食（秀和システム社、2025年月）
- 世界のビジネスエリートが身につけている教養としてのテーブルマナー（ＳＢクリエイティブ社、2023年3月）
- メニュー開発論（創成社、2021年4月）
- 人間力は箸づかいに見える（ディスカヴァー・トゥエンティワン、2021年4月）
- 中国にてテーブルマナーの著書出版（北京出版社食帖、2019年6月）
- 仕事ができる人はお米の食べ方が美しい～１０秒で一流に見せる食事術(カンゼン、2018年5月)
- 今よりもうちょっと幸せになる食べ方のルール(Gakken、2017年12月)
- やせる味覚の作り方(文響社、2017年3月)
- 仕事ができる人ほど大切にしたいこと「食べ方」を美しく整える(実務教育出版,2016年12月)
- 美しい人は食べ方を知っている(KADOKAWA、2016年8月)
- 私が最近弱っているのは毎日「なんとなく」食べているからかもしれない(文響社、2015年11月 )
- 世界一美しい食べ方のマナー(高橋書店、2014年5月、ベストセ
- ラー認定)
- 愛される「一人店」のつくり方: 自分一人でできる小さな飲食店（草思社、2014年1月 ）
- 少しのコツで印象が変わる食べ方（枻出版社）
- 監修本「大人の食べ方&マナー100 とっさのときに困らない 」（講談社）
- 監修本「できる大人の食べ方絵じてん さんまをキレイに食べられますか? 」（ナツメ社）
- 監修本「人生が変わる！食べ方」（主婦と生活社）
- 箸づかいが上手になれば ビジネスは成功する（商業界）
- 和食・洋食・中国料理　スマートな食べ方の流儀（ＮＨＫ出版、2011年）
- よりぬき グルメ以前の食事マナーの常識（講談社）
- スマートな食べ方の流儀（ＮＨＫ出版）
- 「いただきます」を忘れた日本人 食べ方が磨く品性（アスキー新書、2008年8月）
- 接待以前の会食の常識（講談社）
- グルメ以前の食事作法の常識（講談社、2006年10月　ベストセラー認定）
- 箸づかいに自信がつく本―美しい箸作法は和の心（リヨン社、2005年12月）
- 現代用語の基礎知識 2009年版（自由国民社）

## 論文・論説／その他
- 学術論文　日本フードサービス学会『割箸にみる文化的役割 : フードサービス業における店と客との関係性からの考察』
- 修士論文『日本における箸の特異性~儀式にみる関係性からの考察』松尾賞受賞
- 内閣府　食育推進室『親子のための食育読本』本当に美しい食べ方の観点 2010,4
- 『2009年度武蔵野市寄付講座現代教養特講現代グローカル論』亜細亜大学　食べ方と心～箸に見る食の変遷と課題～
- 『2007年度武蔵野市寄付講座現代教養特講　現代グローカル論』 亜細亜大学　食卓の今～地域に根ざす食提案～
- 社）日本教育会『教育界のオピニオン誌　日本教育』　Ｎ０.367私の提言 食卓から「いのち」を伝えていくこと
- 社）日本環境教育フォーラム　地球のこども　117号　割り箸のココロを知ってマイ箸を使いわけよう ダイヤモンドオンライン執筆記事「閑古鳥が鳴いているのは全ての店ではなかった！震災後も客足が途切れない飲食店の“選ばれる理由”」

## 出演番組
- チコちゃんに叱られる!（NHK）
- バリューの真実（NHK Eテレ）
- 教えてもらう前と後（TBS）
- 芸能人格付けチェック（テレビ朝日）
- 世界一受けたい授業（日本テレビ）
- めざせ!グルメスター（BSプレミアム）
- ラジオビタミン（NHKラジオ）
- こんにちはいっと6けん（NHK）
- はなまるマーケット（TBS）
- おもいッきりイイ!!テレビ（日本テレビ）
- スーパーテレビ情報最前線（日本テレビ）
- Oh!どや顔サミット 準レギュラー（テレビ朝日）
- ZIP!（日本テレビ）
- スーパーJチャンネル（テレビ朝日）
- オトナ養成所 バナナスクール（東海テレビ）

## ラジオ出演
- 上柳昌彦 ごごばん!（ニッポン放送）
- うえやなぎまさひこのサプライズ!（ニッポン放送）
- クロノス（TOKYO FM）
- 寺島尚正 ラジオパンチ!（文化放送）